# Люди, пов'язані з Лисичанськом
Люди, які народилися або тривалий час жили та працювали в Лисичанську:

## А
- Абрамов Федір Олексійович — член-кореспондент АН УРСР.
- Аврамов Микола Михайлович — інженер-капітан Чорноморського флоту, один з ініціаторів розробки вугільних родовищ Донщини. У 1790 році проводив пошуки покладів кам'яного вугілля по узбережжю Сіверського Дінця від с. Серебряники до с. Третя Рота.
- Агафонов Олексій Іванович — Герой Радянського Союзу.
- Адамович Сергій Тадейович — український і латиський художник.
- Альошин Юрій Федорович — засновник і перший голова комітету спілки ветеранів війни Жовтневого району Маріуполя, Герой Соціалістичної Праці.
- Анісімов Петро Семенович — Герой Радянського Союзу.

## Б
- Баран Микола Андрійович — український лікар, організатор охорони здоров'я в УРСР, гігієніст-епідеміолог, професор, Заслужений лікар України.
- Бєлоіваненко Михайло Іванович — Герой Радянського Союзу.
- Бєлуха Світлана Василівна — Народний вчитель СРСР.
- Бойко Юрій Анатолійович — український політик, Герой України.
- Бондаренко Валерій Володимирович — український політик, міський голова Лисичанська з 1997 по 2006 роки.
- Бондаренко Марія Ігнатівна — Герой Соціалістичної Праці.
- Бутєнєв Костянтин Федорович — гірничий інженер, професор Петербурзького гірничого інституту. Відвідав Лисичанську кам'яновугільну копальню під час введення в експлуатацію шахти «Капитальная».

## В
- Ваганов Олександр Владленович — Герой Російської Федерації.
- Ворошилов Климент Єфремович — радянський військовий та політичний діяч, перший Маршал Радянського Союзу.

## Г
- Гадіяк Дмитро Олександрович — Герой Соціалістичної Праці.
- Гельмерсен Григорій Петрович — Відвідав Лисичанську казенну копальню та приватні шахти Шахова і Богдановича.
- Герасименко Прокопій Михайлович — Герой Радянського Союзу.
- Гогін Віктор Федорович — Герой Соціалістичної Праці.
- Горлов Петро Миколайович — Завітав на Лисичанську копальню під час будівництва залізниці донецької ділянки Курськ-Харків-Азов.
- Горох Іларіон Дмитрович — один із найстаріших художників України.
- Гудковська Інна Євгенівна — поетеса, художниця, педагог.

## Д
- Давиденко Василь Іванович — Герой Радянського Союзу.
- Дерман Абрам Борисович — російський письменник, критик, історик літератури і театру.
- Дулін Капітолій Абрамович — російський архітектор і інженер.
- Дулін Єгор Володимирович — художник України.
- Дунаєв Сергій Володимирович — український політик, міський голова Лисичанська з 2009 по 2012 роки.

## З
- Зеленцов Іван Ілліч — відомий спеціаліст по гірничозаводській справі і крупний організатор промисловості другої половини ХІХ—початку ХХ ст. Прибув до Лисичанська й очолив будівництво казенного металургійного заводу.
- Зелікін Самарій Маркович — радянський і російський режисер.
- Зарубін Володимир Іванович — відомий радянський художник-мультиплікатор та художник вітальних листівок, переважно, на мультиплікаційну тематику. Деякий час мешкав у Лисичанську.

## І
- Івонін Іван Павлович — Герой Соціалістичної Праці.

## К
- Капуста Пилип Сидорович — Герой Соціалістичної Праці.
- Карпенко Іван Трохимович — Герой Радянського Союзу.
- Кафтанов Сергій Васильович — радянський державний діяч. Заслужений діяч науки РРФСР.
- Келіпов Олександр Сергійович — міський судномоделіст.
- Кіхтенко Валерій — член Національної спілки журналістів України, поет, письменник, фільммейкер, виконавець власних пісень, автор краєзнавчих книг "Легенди Лисичанська" та "Невідомий Лисичанськ"[1][2](рос.) [3](рос.)

- Ковалевський Євграф Петрович — Відвідав Лисичанську кам'яновугільну копальню, провів нівелювання місцевості, намітив закладку двох штолень для дренування вугільних пластів і висунув план реконструкції копальні в цілях збільшення видобутку вугілля та покращення умов праці.
- Ковальов Олексій Федорович — Герой Радянського Союзу.
- Ковальчук Іван Оврамович — Герой Соціалістичної Праці.
- Крайниченко Володимир Гаврилович — український театральний режисер.
- Крисанов Леонід Данилович — український політик, міський голова Лисичанська з 2006 по 2008 роки.
- Кузема Вадим Юрійович — автор і виконавець пісень у стилі російський шансон.
- Кузнєцов Дмитро Михайлович — старшина Армії УНР.[4]

- Кулібін П. В. — професор металургії Петербурзького гірничого інституту. Відвідав Лисичанський чавуноливарний завод разом із П. Туннером та знайомився з виробництвом чавуну на мінеральному паливі.
- Куценко Микола Євдокимович — радянський льотчик-винищувач, капітан гвардії.

## Л
- Лепкалюк Олексій Васильович — боєць батальйону «Айдар» ЗС України, «афганець».
- Лівєн Андрій Олексійович — дворянин, міністр державного майна Російсько імперії. Відвідав Лисичанськ у зв'язку з клопотанням інспектора Лисичанської штейгерської школи — Д. В. Дандича, про виділення коштів на завершення будівництва штольневої шахти.
- Лозовський Василь Михайлович — Герой Радянського Союзу.
- Ломако Микола Миколайович —головний архітектор міста, краєзнавець.
- Лутугін Леонід Іванович — з 1892 по 1895 роки жив і обробляв матеріали зйомок у Лисичанську, на квартирі лисичанського гірняка — М. С. Горлова, який багато років був помічником вченого.

## М
- Матус Олександр Васильович (1981—2018) — солдат Збройних сил України, учасник російсько-української війни.
- Медведєв Олег Олександрович — український журналіст.
- Менделєєв Дмитро Іванович — у Лисичанську вчений відвідав штейгерську школу, ознайомився з умовами праці и побутом шахтарів, вивчав можливості судноплавства по Дінцю.
- Молчанова Тетяна Іванівна — Заслужений робітник промисловості України, Герой України.
- Мирошниченко Владислав Юрійович — український культуролог, поет і письменник.
- Москаленко Яків Михайлович — Герой Соціалістичної Праці.

## Н
- Насвітевич Олександр Олександрович — генерал російської імператорської армії, флігель-ад'ютант імператора Олександра II.
- Невелєв Михайло Борисович — український радянський діяч, заступник голови Держплану УРСР
- Новіков Анатолій Костянтинович — Герой Соціалістичної Праці.

## О
- Олів'єрі А. І. — майор штаба гірничих інженерів, відомий дослідник Донецького басейну 20—30-х років ХІХ ст. Відвідав Лисичанську копальню, знайомився з виробництвом перших буропідривних робіт при проходженні вертикального стовпа.

## П
- Павлов Василь Васильович — Герой Радянського Союзу.
- Петренко Віталій Леонідович (1970—2014) — підполковник МВС України, учасник російсько-української війни.
- Петушков Олексій Свиридович — Герой Радянського Союзу.
- Плигунов Олександр Сергійович — український радянський хімік, кандидат хімічних наук, професор, заслужений діяч науки і техніки УРСР.
- Побока Іван Матвійович — Герой Соціалістичної Праці.
- Поджаров Павло Кузьмич — Герой Соціалістичної Праці.
- Подов Володимир Іванович —радянський і український історик, член Національної спілки журналістів України.
- Простаков Микола Вікторович — Герой Соціалістичної Праці.

## Р
- Рашет Володимир Карлович — відомий гірничий інженер, винахідник шахтних доменних печей, одна з який була споруджена на Лисичанському заводі. До Лисичанська Рашет прибув як директор Гірничого Департаменту Російської імперії на відкриття штейгерської школи.
- Роєва Катерина Миколаївна — Герой Соціалістичної Праці.

## С
- Сєвєров Петро Федорович — український письменник, журналіст, військовий кореспондент.
- Сергєєв Ігор Дмитрович — колишній Міністр оборони Російської Федерації, Герой Російської Федерації.
- Сметанін Володимир Сергійович — Герой Радянського Союзу.
- Сосюра Володимир Миколайович — український письменник.
- Стругалевич Володимир — дизайнер одягу.[5](рос.)[6] [7]

## Т
- Тіме Іван Августович — Очолював механічну службу на знову споруджуваному Лисичанському казенному чавуноливарному заводі.
- Тимонов Федір Трохимович — Герой Радянського Союзу.
- Туннер Пітер — директор Австрійської гірничої академії, міністерський радник. Відвідав Лисичанський казенний чавуноливарний завод.
- Турнеєв Сергій Петрович — український композитор.

## Ф
- Федоренко Василь Михайлович — Герой Радянського Союзу.
- Фелькнер І. Ф. — гірничий інженер Луганського заводу, проводив розвідувальне буріння в околицях Лисичанська, вкрив від крейдяними відкладеннями породи в карбони з вугіллям підтвердивши цим припущення гірничого інженера Іваницького А. Б. про наявність у цих місцях вугільних пластів.
- Філонов Іван Пилипович — Герой Радянського Союзу.
- Фурсов Василь Єгорович — Герой Радянського Союзу.

## Ц
- Цуверкалов Віталій Володимирович (1986—2022) — прапорщик служби цивільного захисту; учасник російсько-української війни.

## Ч
- Чевкін Костянтин Володимирович — Відвідав Лисичанську копальню з ціллю вивчення шляхів покращення її роботи.
- Черников Володимир Михайлович — маляр і графік.
- Чужиков Микола Федорович — український радянський веслувальник, байдарочник, олімпійський чемпіон.

## Ш
- Шевченко Петро Григорович — Герой Радянського Союзу.
- Ширинська-Манштейн Анастасія Олександрівна — старійшина російської громади в Тунісі.
- Шморгун Микола Іванович — Герой Радянського Союзу.
- Шилін Сергій Іванович — міський голова Лисичанська (2015—2020).

## Я
- Яловик Олена — співачка.[8]